# Liste der Ausstellungen – 1Blick. Kunst im Vorhaus

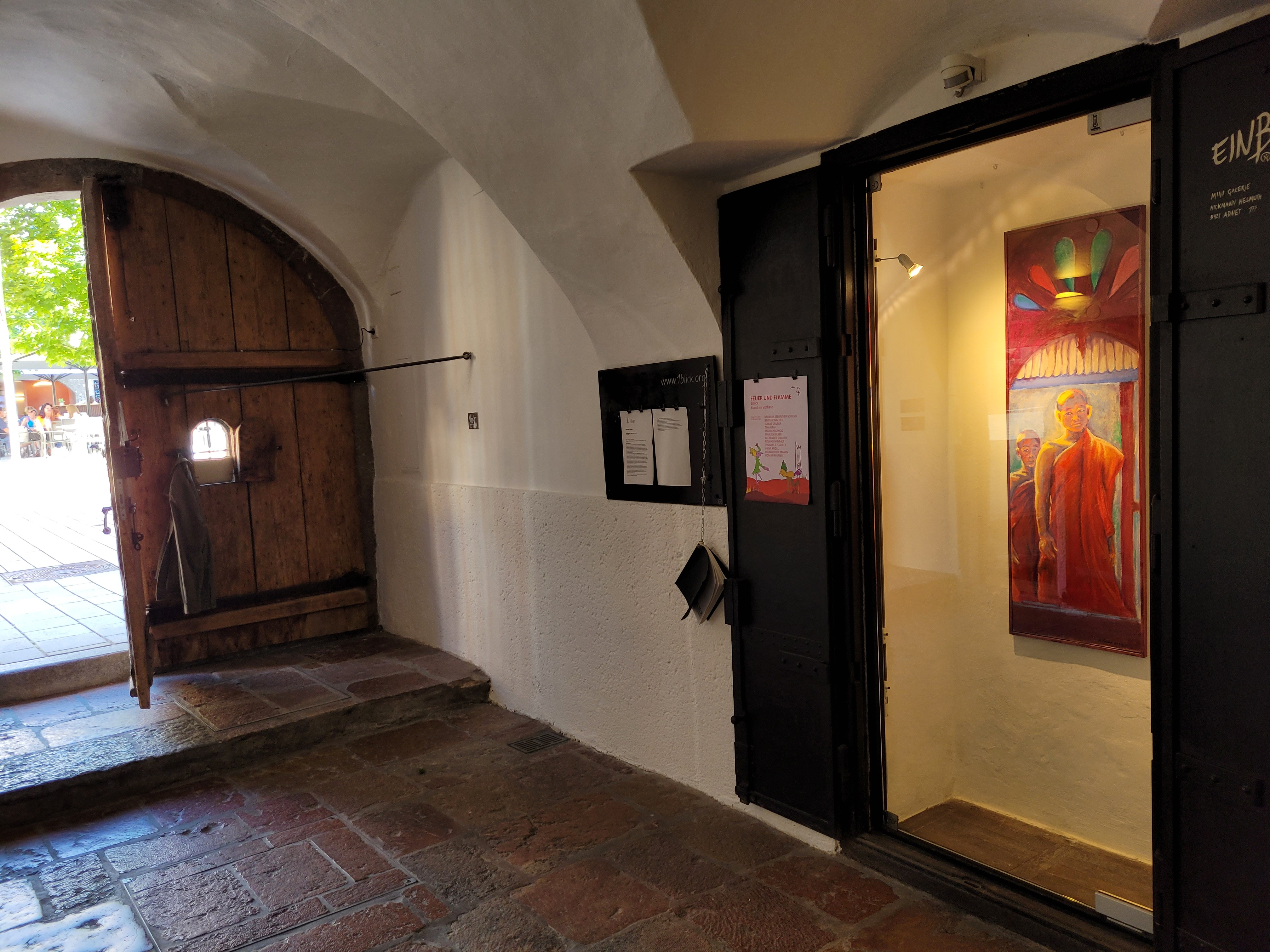
1Blick. Kunst im Vorhaus. Ausstellung Juni 2025

Die Liste der Ausstellungen – 1Blick. Kunst im Vorhaus verzeichnet die Ausstellungstätigkeit seit der Eröffnung des Kunstprojektes im Februar 1992. Die Ausstellungen werden von Helmuth Hickmann kuratiert.
Ab Jänner 2000 wird zu Jahresthemen ausgestellt.
| Jahr                                                  | Künstler | Ausstellung                                                                                    | Dauer                      | Technik |
| ----------------------------------------------------- | --- | ---------------------------------------------------------------------------------------------- | -------------------------- | --- |
| 1992                                                  | Helmuth Hickmann | Aktzeichnungen                                                                                 | März und April 1992        | Graphitstift auf Papier |
| 1992                                                  | Ilse Simbrunner | o. T.                                                                                          | Mai und Juni 1992          | Textilfarbe auf Seide |
| 1992                                                  | Helmuth Hickmann | Schrei der Penan                                                                               | Juni, Juli und August 1992 | Keramikobjekte |
| 1992                                                  | Petra Moiser | Medizin                                                                                        | September 1992             | Graphitstift, 65 × 50 cm |
| 1992                                                  | Alice Gassner | Regenwald – Penan auf Borneo                                                                   | Oktober 1992               | Gouage, auf Papier |
| 1992                                                  | Bernhard Schwarzwald | Portrait eines älteren Penan                                                                   | Oktober 1992               | Mischtechnik auf Papier |
| 1992                                                  | Natascha Brandstätter | Regenwald                                                                                      | Oktober 1992               | Acrylmalerei, 150 × 25 cm |
| 1992                                                  | Herwig Bayerl | Sensible Ordnung                                                                               | November 1992              | Collage, Acryl auf Papier, 65 × 50 cm |
| 1992                                                  | Peter Hartl | Menschenskind … oder … sonstwasonst                                                            | Dezember 1992              | Rauminstallation, Papier, Gaze, Spagat, Kohle |
| 1993                                                  | Wolfgang Pölzl | Weisse Blüten                                                                                  | Jänner 1993                | Farbfotografie |
| 1993                                                  | Ronald Wimmer | SHOW-Malia, Selbstportrait                                                                     | Februar 1993               | Acryl auf Leinwand |
| 1993                                                  | Helmuth Hickmann | Ein Blick in den Bilderberg                                                                    | März 1993                  | Installation, Holzskulptur, Keramik, Textilien, Wachskreide auf Papier |
| 1993                                                  | Eva Möseneder | naturALIEN                                                                                     | April 1993                 | Farbradierungen |
| 1993                                                  | Marlies Egermann | Isländische Stockfische                                                                        | Mai 1993                   | Eitempera und Pastellkreiden auf Holz |
| 1993                                                  | Roland Kraml | Meditationsstein                                                                               | Juni 1993                  | Steinskulptur, Serpentin (Tauerngrün) |
| 1994                                                  | Rüdiger Fahrner | Dächer von Salzburg mit Getreidegasse                                                          | Mai 1994                   | Ölfarbe auf Leinwand |
| 1994                                                  | Maria Haslauer | o. T.                                                                                          | Juni 1994                  | Malerei |
| 1994                                                  | Hannelore Schwarzenbacher | o. T.                                                                                          | Juni 1994                  | Malerei, Zeichnung |
| 1994                                                  | Petra Wallmann | o. T.                                                                                          | Juni 1994                  | Zeichnung |
| 1994                                                  | Astrid Gattinger | o. T.                                                                                          | Juni 1994                  | Zeichnung |
| 1994                                                  | Max Domenig | Wenn Zwei sich streiten, St. Christophorus, Portrait und Akt                                   | Juli 1994                  | Skulpturen aus Lindenholz, Graphitzeichnung |
| 1994                                                  | Eduard Schmegner | Portrait meines Vaters                                                                         | August 1994                | Kohle auf Papier |
| 1994                                                  | Helmuth Hickmann | Herrscher aller Welten, Innenraum, Stier, Stahlbildhappening (Foto) und Selbstportrait         | September 1994             | Stahlobjekte, SW Fotos, Zeichnung |
| 1994                                                  | Christian Ruckerbauer | Krieger denk mal!                                                                              | Oktober, November 1994     | Installation |
| 1995                                                  | Wilhelm Kaufmann | Die Straße nach Babati!                                                                        | März, April 1995           | Farblithographie, Ölkreide |
| 1995                                                  | Erich Schobesberger | Donald Duck                                                                                    | April, Mai 1995            | Aquarellfarbe auf Papier |
| 1995                                                  | Wilhelm Kaufmann | Der Berg Sekolumu                                                                              | Mai, Juni 1995             | Farblithographie, mit Ölkreide handüberarbeitet |
| 1995                                                  | Lambert Haitzer | … denn sie gehorchen, hören aber nicht                                                         | Juli 1995                  | Skulptur, Lindenholz, ca. 45 cm hoch |
| 1995                                                  | Wilhelm Kaufmann | Der große Kapokbaum                                                                            | August 1995                | Farblithographie, mit Ölkreide handüberarbeitet |
| 1995                                                  | Helmuth Hickmann | Mururoa                                                                                        | Oktober / November 1995    | Acrylfarbe, Quarzsand, Wasserglas auf Wellpappe |
| 1995                                                  | Gertrud Fischbacher | o. T.                                                                                          | November 1995              | Siebdruck auf Transparentpapier, Folie |
| 1995                                                  | Ronald Wimmer | Wende                                                                                          | Dezember 1995              | Ölfarbe auf Leinwand |
| 1996                                                  | Wilhelm Kaufmann | Im Urwald – Der blaue Turaco                                                                   | Jänner 1996                | Farblithografie, mit Ölkreide handüberarbeitet |
| 1996                                                  | Martin Gredler | Sunday Afternoon of a Pet–Lobster                                                              | Februar 1996               | Eitempera, Acryl und Öl auf Leinwand, 1994, 120 cm × 50 cm |
| 1996                                                  | Wilhelm Kaufmann | Küste von Togo                                                                                 | März 1996                  | Farblithografie |
| 1996                                                  | unbekannter Künstler | Wasserbüffelreiter                                                                             | April 1996                 | Bronzeplastik |
| 1996                                                  | Wilhelm Kaufmann | Im Pinzgau                                                                                     | Mai, Juni 1996             | Farblithografie |
| 1996                                                  | Christian Deutsch, Max Domenig, Willi Hensel-Kreuzberger, Helmuth Hickmann, Reinhard Jordan, Markus Rötzer, Herbert Unterberger, Susanne Wasmeyer, u. v. a. | 76 Kleinodien                                                                                  | Juni, Juli 1996            | Fächerschrank, Kleinplastiken, Skulpturen, Objekte, Metallplastik, Holzskulptur, Keramik, Bozzetti, Gipsmodell, Natursteinobjekt, Bronzeguss, Kunststoffobjekt, Elfenbeinfiguren und Ready-mades                    |
| 1996                                                  | Wilhelm Kaufmann | Südsteirische Weingärten                                                                       | August 1996                | Farblithografie, mit Ölkreide handüberarbeitet |
| 1996                                                  | Helmuth Hickmann | Begegnungen besonderer Art                                                                     | September 1996             | Acryl, Wasserglas, Quarzsand, Wellpappe |
| 1996                                                  | Helmuth Hickmann | Sparefroh                                                                                      | Oktober 1996               | Acryl, Wasserglas, Quarzsand, Wellpappe |
| 1996                                                  | Gerald Klein | Stillleben                                                                                     | November 1996              | Ätzradierung auf Tiefdruckpapier |
| 1996                                                  | Hartwig Mülleitner | Variable Bögen                                                                                 | Dezember 1996              | Steinskulptur, Untersberger Marmor, sechs Segmente |
| 1997                                                  | Albert Günthner | Salzburg                                                                                       | Jänner 1997                | Aquarell auf Papier |
| 1997                                                  | Herbert Golser | Flusssssteinreih                                                                               | Februar 1997               | Materialbild, Edelstahl, Flusssteine |
| 1997                                                  | Brigitta Huber | Akt                                                                                            | März 1997                  | Graphitstift, Kreide und Aquarell auf Papier |
| 1997                                                  | Eva Maria Moser | Toskana                                                                                        | April, Mai 1997            | Batik, Textilfarben auf Stoff |
| 1997                                                  | Caroline Göllner | Gitter                                                                                         | Mai, Juni 1997             | Materialbild, Stahldraht |
| 1997                                                  | Wilhelm Kaufmann | Wachau                                                                                         | Juli 1997                  | Farblithographie |
| 1997                                                  | Dietmar Marent | Seelenbild                                                                                     | August 1997                | Materialbild Glas, Fusing |
| 1997                                                  | Inge Hermann | Barmssteine mit Untersberg, Tennengebirge, Wallmannhof bei Hallein, Blumenbild                 | September 1997             | Aquarellfarben auf Papier |
| 1997                                                  | Helmuth Hickmann | Das große Saxophon                                                                             | Oktober 1997               | Acryl, Baumwolle, auf Wellpappe |
| 1997                                                  | Werner Pramhaas | Für Ö(sterreich)                                                                               | November 1997              | Acryl auf Leinwand |
| 1997                                                  | Bernhard Prähauser | Kreuz                                                                                          | Dezember 1997              | Bronzeplastik |
| 1998                                                  | Petra Moiser | Erinnerungsleiberl                                                                             | Jänner, Februar 1998       | Objekt (Latex, Vogelkörper, Metall) |
| 1998                                                  | Gerti Engljähringer | Sexualität – Gewalt – Verdrängung – Hilferuf – Träume – Lauf der Zeit – Vergänglichkeit        | März 1998                  | Materialbild, Naturalien, Fundstücke, Textilien |
| 1998                                                  | Wilhelm Kaufmann | Indianer in Kanada                                                                             | April 1998                 | Farblithographie |
| 1998                                                  | Helmuth Hickmann | in gold we trust                                                                               | Mai 1998                   | Naturölfarben auf Holz |
| 1998                                                  | Erwin Wurm | Gesicht                                                                                        | Juni 1998                  | Video |
| 1998                                                  | Ute Wilfing | Konsumgesellschaft                                                                             | Juli 1998                  | Keramikobjekt |
| 1998                                                  | Anton Thuswaldner | Schoß – Geschoß / bums                                                                         | August 1998                | Installation. Malerei, Stahlobjekt |
| 1998                                                  | Gabriele Chiari | Malina und ich – frei nach Ingeborg Bachmann                                                   | August 1998                | Zeichentrickfilm |
| 1998                                                  | Peter Brauneis | Fische uns nicht                                                                               | September 1998             | Malerei |
| 1998                                                  | Otto Beck | Stroboskopische Malerei und o! Deutschland                                                     | Oktober 1998               | Installation. Kinetisches Objekt. Lichtmalerei und Linse. Acryl auf Papier |
| 1998                                                  | Helmuth Hickmann | Frau und Schimpanse                                                                            | November 1998              | Acrylfarbe, Wasserglas, Quarzsand, Wellpappe |
| 1998                                                  | Josef Zenzmaier | Buch Ruth                                                                                      | November 1998              | Lithografie |
| 1998                                                  | Barbara Kaiser | Totem beflügelt                                                                                | Dezember 1998              | Keramikobjekt |
| 1999                                                  | Helmuth Hickmann | Akt                                                                                            | Jänner 1999                | Materialbild, Hanfschnüre, Acrylfarbe auf Tapete |
| 1999                                                  | Gretl Thuswaldner | o. T.                                                                                          | Februar 1999               | Schwarz-weiß Fotografie |
| 1999                                                  | Martin Gredler | Wohnzimmerschießscheibe                                                                        | März 1999                  | Ölfarbe auf Leinwand |
| 1999                                                  | Anton Drioli | Hund                                                                                           | April 1999                 | Repro Druck |
| 1999                                                  | Willi Hensel Kreuzberger | o. T.                                                                                          | Mai 1999                   | Farbiger Tiefdruck |
| 1999                                                  | David Huber | Meine Liebste                                                                                  | Juni 1999                  | Körperdruck, Farbe auf Papier, Gewindestangen, Zwirn |
| 1999                                                  | Norbert Zuckerstätter | die Begegnung oder, so könnte ich an meinen Rand mich denken                                   | Juli 1999                  | Installation. Materialbild. Lichtkasten |
| 1999                                                  | Annette Neutzner | 7 Buchobjekte                                                                                  | August 1999                | Bücher, Texte |
| 1999                                                  | Erli Beutel-Windischbauer | Bildkomposition                                                                                | September 1999             | Malerei und Druckgrafik |
| 1999                                                  | Gerald Herrmann | Herz im Harz                                                                                   | Oktober 1999               | Materialbild |
| 1999                                                  | Maria Knopp (Wimmer) | Des Kaisers neue Kleider                                                                       | November 1999              | Fotomontage |
| 1999                                                  | Christine E. Hofer | Stille Nacht Kapelle, Stillleben und Istanbul                                                  | Dezember 1999              | Farbradierungen |
| 2000 nAkt                                             | Helmuth Hickmann | liegender Akt                                                                                  | Jänner 2000                | Bleistiftzeichnung auf Papier |
| 2000 nAkt                                             | Barbara Schiestl | Signale                                                                                        | Februar 2000               | Acrylmalerei |
| 2000 nAkt                                             | Siegfried Gruber | Akt                                                                                            | März 2000                  | Kugelschreiberzeichnung |
| 2000 nAkt                                             | Maria Sommerauer | Die Farben der Frauen                                                                          | April 2000                 | Mischtechnik auf Papier |
| 2000 nAkt                                             | Anton Kolig | liegender Akt                                                                                  | Mai 2000                   | Bleistiftzeichnung |
| 2000 nAkt                                             | Josef Zenzmaier | Akt                                                                                            | Juni 2000                  | Steindruck |
| 2000 nAkt                                             | Renate Ensmann-Baurecht | Zwei                                                                                           | Juli 2000                  | Mehrfarbendruck, plastische Objekte aus Drahtgeflecht und Papier |
| 2000 nAkt                                             | Georg Eisler | Akt                                                                                            | August 2000                | Ölmalerei |
| 2000 nAkt                                             | Gerhard Marcks | Akt                                                                                            | September 2000             | Bleistiftzeichnung |
| 2000 nAkt                                             | Helmuth Hickmann | 550 + 1 Aktzeichnungen                                                                         | Oktober 2000               | Bleistiftzeichnungen, Videopräsentation über PC mit Monitor |
| 2000 nAkt                                             | Eduard Schmegner | Akt                                                                                            | November 2000              | Farbkreidezeichnung |
| 2000 nAkt                                             | Alfred Hrdlicka | Der Hund aus dem Zyklus Roll over Mondrian                                                     | Dezember 2000              | Farbradierung, 9 Bilder auf einem Blatt |
| 2001 HallEinBlick. Standpunkte zur Kleinstadt Hallein | Brigitta Huber | Gastgarten und Altstadt Hallein                                                                | Jänner 2001                | Kohlezeichnung / Aquarell |
| 2001 HallEinBlick. Standpunkte zur Kleinstadt Hallein | Bildkombinat Bellevue | Schnabelkanne auf Nasenschwarm                                                                 | Februar 2001               | Aluminiumguss / Digitalisierte Fotos |
| 2001 HallEinBlick. Standpunkte zur Kleinstadt Hallein | Johann Pollhammer | einfachste collagen mit halleiner motiven                                                      | März 2001                  | Fotomontagen |
| 2001 HallEinBlick. Standpunkte zur Kleinstadt Hallein | Alvaro A. Garcia | salt blankets                                                                                  | April 2001                 | Malerei, Kristallsalz, Holzbrett |
| 2001 HallEinBlick. Standpunkte zur Kleinstadt Hallein | Martin Gredler | Triumpf der Zivilisation                                                                       | Mai 2001                   | Öl auf Leinwand |
| 2001 HallEinBlick. Standpunkte zur Kleinstadt Hallein | Edmund Stierschneider | Hallein                                                                                        | Juni 2001                  | Tusche, Kugelschreiber |
| 2001 HallEinBlick. Standpunkte zur Kleinstadt Hallein | Thomas Hörl | gib den affen zucker                                                                           | Juli 2001                  | Installation – Gips, Acryl |
| 2001 HallEinBlick. Standpunkte zur Kleinstadt Hallein | Gerald Klein | Portrait einer Kleinstadt                                                                      | August 2001                | Tiefdruck / Ätzradierung |
| 2001 HallEinBlick. Standpunkte zur Kleinstadt Hallein | Max Domenig | Rattenfänger und Bildhauerarbeiten                                                             | September 2001             | Skulptur, Lindenholz, Slideshow, Foto |
| 2001 HallEinBlick. Standpunkte zur Kleinstadt Hallein | Eva Möseneder | Nie allein in Hallein – Ein wachsendes Bildgedicht                                             | Oktober 2001               | Radierung, Federzeichnung |
| 2001 HallEinBlick. Standpunkte zur Kleinstadt Hallein | Helmuth Hickmann | Ozzis klein Stadt                                                                              | November 2001              | Digitaldruck, Digitalfotos als Slideshow |
| 2001 HallEinBlick. Standpunkte zur Kleinstadt Hallein | Johannes Domenig | Rubberroom                                                                                     | Dezember 2001              | Gummiobjekte |
| 2002 1blick – sagt mehr als 1000 Worte                | Helmuth Hickmann | Geld – Nachruf auf den Schilling                                                               | Jänner 2002                | Rauminstallation |
| 2002 1blick – sagt mehr als 1000 Worte                | Franz Janz | Fick mich Teufel                                                                               | Februar 2002               | Malerei – Mischtechnik |
| 2002 1blick – sagt mehr als 1000 Worte                | Florian Knopp | CITY TUNING                                                                                    | März 2002                  | Videofilm, 60 min. Buch |
| 2002 1blick – sagt mehr als 1000 Worte                | Ines Höllwarth | o. T.                                                                                          | April 2002                 | Ölmalerei |
| 2002 1blick – sagt mehr als 1000 Worte                | Ruedi Arnold | Organistrukt – Organische Konstruktion                                                         | Mai 2002                   | Papiermachée |
| 2002 1blick – sagt mehr als 1000 Worte                | Wolfgang Richter | EINBLICKE                                                                                      | Juni 2002                  | Fundstücke, Einfälle, Modelle |
| 2002 1blick – sagt mehr als 1000 Worte                | Ferdinand Böhme | Salzträger                                                                                     | Juli 2002                  | Holzskulptur |
| 2002 1blick – sagt mehr als 1000 Worte                | Konrad Winter | barbie disaster                                                                                | August 2002                | Autolack auf Aluminium |
| 2002 1blick – sagt mehr als 1000 Worte                | Helmuth Hickmann | Gesichter – Affenblick                                                                         | September 2002             | Digitaldruck und Digitalbilder als Slideshow |
| 2002 1blick – sagt mehr als 1000 Worte                | Herbert Schügerl | Winter, Jäger, Kronprinz, Dutten, Dutten und Hügel                                             | Oktober 2002               | Malerei |
| 2002 1blick – sagt mehr als 1000 Worte                | Peter Wiener | Lichtstreifen                                                                                  | November 2002              | Plastik – Bronze, Glas |
| 2002 1blick – sagt mehr als 1000 Worte                | Erwin Wurm | Memory 1994 / 2000                                                                             | Dezember 2002              | Video 10 Minuten, auf DVD |
| 2003 landSchaft                                       | Christian Ruckerbauer | einblick, durchblick, ausblick                                                                 | Jänner 2003                | Acryl auf Leinwand, gespachtelt |
| 2003 landSchaft                                       | Wolfgang Eibl | landschaft.black.elephant.eibl                                                                 | Februar 2003               | Tusche und Lack auf Leinen |
| 2003 landSchaft                                       | Renate Wegenkittl | Eine schwermütige Geschichte aus dem Böhmerwald (Christoph Janacs: Die Demut von Vitkuv Kamen) | März 2003                  | Tiefdruck – Ätzradierung |
| 2003 landSchaft                                       | Fons Matthias Hickmann | Landschaftslöffel                                                                              | April 2003                 | ready made |
| 2003 landSchaft                                       | Gerda Metz | Das Auge der Welt                                                                              | Mai 2003                   | Mischtechnik auf Leinwand |
| 2003 landSchaft                                       | Manfred Kern | Vergänglichkeit                                                                                | Juni 2003                  | Acrylmalerei |
| 2003 landSchaft                                       | Gabriele Berger | Mäander / Schülerkörper – Reissverschluss                                                      | Juli 2003                  | Steinskulpturen |
| 2003 landSchaft                                       | Andreas Wolkerstorfer | land–escape                                                                                    | August 2003                | Holzschnitt |
| 2003 landSchaft                                       | Melanie Marie Kreuzhof | Desert dreams                                                                                  | September 2003             | Mischtechnik auf Digitalcollage |
| 2003 landSchaft                                       | Siegfried Hasenauer | Blue City                                                                                      | Oktober 2003               | Malerei |
| 2003 landSchaft                                       | Helmuth Hickmann | Zeichen in Holz                                                                                | November 2003              | Digitaldruck und Slideshow |
| 2003 landSchaft                                       | Manuel Gruber | Die Landschaft im Baum                                                                         | Dezember 2003              | Holzskulptur |
| 2004 ANIMAlisch                                       | Uli Loskot | Beograd 2001                                                                                   | Jänner 2004                | schwarz/weiß Foto auf schwarz/weiß Baryt Papier |
| 2004 ANIMAlisch                                       | Günter Brus | Kratzspuren                                                                                    | Februar 2004               | Druckgrafik – Mischtechnik |
| 2004 ANIMAlisch                                       | Christoph Stöttinger | Zierspießer                                                                                    | März 2004                  | Holzskulptur |
| 2004 ANIMAlisch                                       | Peter Fischli und David Weiss | Der Lauf der Dinge                                                                             | April 2004                 | Videofilm |
| 2004 ANIMAlisch                                       | Andreas Wolkerstorfer | face the animal                                                                                | Mai 2004                   | Holzschnitt |
| 2004 ANIMAlisch                                       | Martin Hickmann | zerst schaun donn hupfen                                                                       | Juni 2004                  | Installation. Holz, Textil und Farbe |
| 2004 ANIMAlisch                                       | Erwin Wurm | the other                                                                                      | Juli 2004                  | Video |
| 2004 ANIMAlisch                                       | Eva Möseneder | Animalien                                                                                      | August 2004                | Gouache |
| 2004 ANIMAlisch                                       | Petra Moiser | Trophäe – Rinderschädel                                                                        | September 2004             | Skulptur – Graupappe |
| 2004 ANIMAlisch                                       | Josef Zenzmaier | Zerfallender Schädel                                                                           | Oktober 2004               | Bronzeplastik |
| 2004 ANIMAlisch                                       | Helmuth Hickmann | Friedenstaube – Opfertier der Rendite                                                          | November 2004              | Digitaldruck auf Spanplatte |
| 2004 ANIMAlisch                                       | Arnulf Rainer | selbst als Huhn                                                                                | Dezember 2004              | Zweifärbige Fotoradierung mit Kaltnadel überarbeitet |
| 2005 GloNeo                                           | Otto Beck | Gips                                                                                           | Jänner 2005                | Rauminstallation |
| 2005 GloNeo                                           | Andrea Flock | Rattenschwänze                                                                                 | Februar 2005               | Rauminstallation |
| 2005 GloNeo                                           | Helmuth Hickmann | abcashen ist alles: Geldsau, Chicago girl und Chicago boy                                      | März 2005                  | Bleistiftzeichnungen auf Papier |
| 2005 GloNeo                                           | Helmut Fuchs | Tradition                                                                                      | April 2005                 | Keramikobjekt und Installation mit Malerei |
| 2005 GloNeo                                           | Herbert Kalleitner | Verwunderung                                                                                   | Mai 2005                   | Mischtechnik |
| 2005 GloNeo                                           | Elfie Kapeller | Die beste aller möglichen Welten?                                                              | Juni 2005                  | Installation Vier Wasserbälle, lackierte Holzspieße, Plastikschlauch, Sand, mit Öl transparent gemachte Löschblätter, Skizzenbuch, Lippenkonturstift, Farbstift.                                                    |
| 2005 GloNeo                                           | Günter Stanzer | Tiroler Obst oder Wer schneller ist!                                                           | Juli 2005                  | Handgeschöpftes Papier, Tusche, Buntstift |
| 2005 GloNeo                                           | Franz Kapfer | Plastik                                                                                        | August 2005                | Skulptur, Kunststoff |
| 2005 GloNeo                                           | Josef Schützenhöfer | rise up and terrify your leaders                                                               | September 2005             | Malerei, Wasserfarbe |
| 2005 GloNeo                                           | Wolfram Kastner | Kinderarbeit                                                                                   | Oktober 2005               | Digitaldruck |
| 2005 GloNeo                                           | Helmuth Hickmann | Chicago boy – denn sie wissen was sie tun!                                                     | November 2005              | Digitaldruck |
| 2005 GloNeo                                           | Fabian Fink | connected                                                                                      | Dezember 2005              | print auf Karton |
| 2006 Baum Traum Baum                                  | Karin Wimmeder | traum                                                                                          | Jänner 2006                | Druckgrafik |
| 2006 Baum Traum Baum                                  | Daniel Domig | Forget that last thing I did. I was only trying to impress you.                                | Februar 2006               | Video / Installation |
| 2006 Baum Traum Baum                                  | Eric Kirschner | soldier´s grave                                                                                | März 2006                  | Aquarell |
| 2006 Baum Traum Baum                                  | Arnold Reinthaler | temporal translation                                                                           | April 2006                 | Installation |
| 2006 Baum Traum Baum                                  | Markus Waltenberger | U.R.T.R.A.U.M.B.A.U.M.                                                                         | Mai 2006                   | Öl und Stifte auf Leinwand |
| 2006 Baum Traum Baum                                  | Peter Hartl | Naturals´ Haute Couture                                                                        | Juni 2006                  | Holzrelief |
| 2006 Baum Traum Baum                                  | Susi Müller | Will dich tragen – will dich halten                                                            | Juli 2006                  | Acryl auf Leinen |
| 2006 Baum Traum Baum                                  | Erwin Wurm | I love my time, I don´t like my time                                                           | August 2006                | animiertes Digitalfoto, Video Animation mit Text von „fat car“ |
| 2006 Baum Traum Baum                                  | Johann Pollhammer | Anker                                                                                          | September 2006             | bewegtes plastisches Objekt |
| 2006 Baum Traum Baum                                  | Helmuth Hickmann | Der Efeu klagt den Turbokapitalismus an                                                        | Oktober 2006               | Installation. Efeuholz, Lindenholz, Farbe, Papier, Brille, Fotokopien |
| 2006 Baum Traum Baum                                  | Norbert Stadler | … im eise schlummern baum und zweig …                                                          | November 2006              | Mischtechnik |
| 2006 Baum Traum Baum                                  | Peter Haas | lorbeern fühlen flüstert`s Fix und Foxi                                                        | Dezember 2006              | Installation mit Text |
| 2007 Geld Gold – Kann Geld arbeiten?                  | Johann Schwarz | Die Reliquie und Gold                                                                          | Jänner 2007                | Farbe auf Schweinsleder |
| 2007 Geld Gold – Kann Geld arbeiten?                  | Anton Thiel | König Midas                                                                                    | Februar 2007               | Objektkeramik mit Blattvergoldung |
| 2007 Geld Gold – Kann Geld arbeiten?                  | Eugen Hofbauer | Geldsau im Dialog                                                                              | März 2007                  | Ölmalerei auf Leinwand |
| 2007 Geld Gold – Kann Geld arbeiten?                  | Erwin Wurm | take naps on the office toile                                                                  | April 2007                 | Foto. c-print |
| 2007 Geld Gold – Kann Geld arbeiten?                  | Rupert Gredler | Aufbahrung eines Statussymbols                                                                 | Mai 2007                   | Installation. Holz bemalt, Leinwand bemalt, Schuh und Tuch |
| 2007 Geld Gold – Kann Geld arbeiten?                  | Karl Hartwig Kaltner | ohne Titel                                                                                     | Juni 2007                  | Ölbild mit Asche und Kohle |
| 2007 Geld Gold – Kann Geld arbeiten?                  | Reinhard Jordan | ohne Titel und fruits                                                                          | Juli 2007                  | Laserdruckauf Papier, Holz, Euromünzen |
| 2007 Geld Gold – Kann Geld arbeiten?                  | Bernhard Gwiggner | Einkommensschere                                                                               | August 2007                | Geld, Gießharz, Draht, Silikon. Holz. Acrylglas, Klebestreifen. „Gesucht!“ – Plakat. Informationsmaterial |
| 2007 Geld Gold – Kann Geld arbeiten?                  | Martin Mlecko | Fetisch No. I                                                                                  | September 2007             | Video |
| 2007 Geld Gold – Kann Geld arbeiten?                  | Johann Pollhammer | Geld                                                                                           | Oktober 2007               | Tiefdruck |
| 2007 Geld Gold – Kann Geld arbeiten?                  | Helmuth Hickmann | Greenmoney mit Geldsäule                                                                       | Oktober 2007               | Digitaldruck und Objekt |
| 2007 Geld Gold – Kann Geld arbeiten?                  | Herbert Golser | wert der dinge                                                                                 | November 2007              | Glasscherben, Jenaglasrohr, Spiegel |
| 2007 Geld Gold – Kann Geld arbeiten?                  | Martin Gredler | Ich arbeite für mein Geld                                                                      | Dezember 2007              | Installation, Öl auf Leinwand, Kugelschreiber und Tusche auf Recycling-Toilettenpapier. |
| 2008 Glück?                                           | Thomas Stadler | … was ich drin sehe und v.t.                                                                   | Jänner 2008                | Reste der Silvesterperformance. Acryl, Graphitstift auf Holz |
| 2008 Glück?                                           | Ernst Spießberger | Halde                                                                                          | Februar 2008               | Graphit auf Papier |
| 2008 Glück?                                           | Erwin Wurm | Quartet for Antwerp                                                                            | März 2008                  | c-print |
| 2008 Glück?                                           | Eva Möseneder | loslassen                                                                                      | April 2008                 | Farbradierung |
| 2008 Glück?                                           | Gunter Damisch | Flämmlerschweben                                                                               | Mai 2008                   | Öl auf Leinwand |
| 2008 Glück?                                           | Peter Kronreif | Bettgeflüster und Zweierlei Leben                                                              | Juni 2008                  | Siebenzeiler |
| 2008 Glück?                                           | Uli Loskot | Glückskekse                                                                                    | Juli 2008                  | interaktive mobile Installation |
| 2008 Glück?                                           | Tone Fink | Das macht mich glücklich                                                                       | August 2008                | Aquarell |
| 2008 Glück?                                           | Johannes Domenig | ASCHEGOLD                                                                                      | September 2008             | Asche / Gold auf Lackträgerfilm / Hartfaserplatte |
| 2008 Glück?                                           | Helmuth Hickmann | 72 x Glück – Gedankenkette einer Bahnreise                                                     | Oktober 2008               | Digitaldruck, Bildschirmpräsentation von Digitalzeichnungen, Text |
| 2008 Glück?                                           | Lili Fullerton-Schnell | Prekäres Stehen                                                                                | November 2008              | Hasendraht, Papier |
| 2008 Glück?                                           | Ulrike Zerzer | Glück                                                                                          | Dezember 2008              | transparente Keramik |
| 2009 BergLandSchaft                                   | Roman Pfeffer | Berglandschaft                                                                                 | Jänner 2009                | Pigmente, MDF, Wasserwaagenlibelle |
| 2009 BergLandSchaft                                   | Monika Maria Weiß | Berg – eine Komposition                                                                        | Februar 2009               | Acrylmalerei |
| 2009 BergLandSchaft                                   | Monika Hartl | paesaggio blu                                                                                  | März 2009                  | Mischtechnik |
| 2009 BergLandSchaft                                   | Frank Kamp | Gletscherspalte                                                                                | April 2009                 | Mischtechnik auf Leinwand |
| 2009 BergLandSchaft                                   | Franz Krispler | Geschlossene Firma                                                                             | Mai 2009                   | Acryl auf Leinen |
| 2009 BergLandSchaft                                   | Daniel Domig | Bergpredigt                                                                                    | Juni 2009                  | Tusche auf Papier |
| 2009 BergLandSchaft                                   | Franz Kapfer | Bergisel                                                                                       | Juli 2009                  | Tusche auf Transparentpapier |
| 2009 BergLandSchaft                                   | Gülsün Karamustafa | Accent                                                                                         | August 2009                | Installation. Porzellan, Papier, Holz |
| 2009 BergLandSchaft                                   | Josef Perfler | zwuzlt                                                                                         | September 2009             | Papier, Klebeband |
| 2009 BergLandSchaft                                   | Helmuth Hickmann | Geldberg oder Kann man einen Berg kaufen?                                                      | Oktober 2009               | Naturölfarbe, Schillingbanknotenschnitzel, Holztafel |
| 2009 BergLandSchaft                                   | Alfred Katzlberger | Wandstück 31                                                                                   | November 2009              | Digitaldruck auf Plexiglas |
| 2009 BergLandSchaft                                   | Oliver Gogl | Berg                                                                                           | Dezember 2009              | Stelenfigur Linde, Acryl, Kalk |
| 2010 religio – Jenseits im Jammertal                  | Petra Moiser | Herzstücke                                                                                     | Jänner 2010                | Metallobjekt |
| 2010 religio – Jenseits im Jammertal                  | Arnold Reinthaler | Liebling, wie lange noch?                                                                      | Februar 2010               | Objekt, Gravur, Nero Assoluto Zimbabwe Granit |
| 2010 religio – Jenseits im Jammertal                  | Helmut Fuchs | EINFÄLTIGKEIT – ZWIESPÄLTIGKEIT – DREIFALTIGKEIT                                               | März 2010                  | Keramikobjekte, Collage, Kreuz, 2 Bierflaschen (Papst Bier) |
| 2010 religio – Jenseits im Jammertal                  | Roland Hickmann | Menschenmasse                                                                                  | April 2010                 | Tonplastik |
| 2010 religio – Jenseits im Jammertal                  | Lena Bosch | RELIGIO (röm. wörtlich „Sorgfalt“)                                                             | Mai 2010                   | Neue Auswahl der Kunst- u. Wunderkammer – reduziert auf Religio |
| 2010 religio – Jenseits im Jammertal                  | Tone Fink | ZEN = KRISTALLKLARE POESIE (= die Kunst um 5 Uhr aufzustehen)                                  | Juni 2010                  | Textbild mit Grafitstift und Buntstiften |
| 2010 religio – Jenseits im Jammertal                  | Michael Dietlinger | It is nice to promise something                                                                | Juli 2010                  | Linoldruck auf Bütten |
| 2010 religio – Jenseits im Jammertal                  | Alice Creischer / Andreas Siekmann | Work in Progress                                                                               | August 2010                | Plastiken aus Knetmasse |
| 2010 religio – Jenseits im Jammertal                  | Markus Siegfried Trunez (Waslberger) | Religion                                                                                       | September 2010             | Keramikobjekt – Aufbaukeramik |
| 2010 religio – Jenseits im Jammertal                  | Helmuth Hickmann | Gefangen hinter den Mauern der Ideologie                                                       | Oktober 2010               | Installation. Holzfigur, Rindenknolle, Natursteinsockel, Holzobjekt / Bruchstück, Schublade mit Tragegriff, 2 sw Digitaldrucke, 2 Drahthalterungen                                                                  |
| 2010 religio – Jenseits im Jammertal                  | Paul Unsinn | Candyman                                                                                       | November und Dezember 2010 | kaschierte und lackierte Figur |
| 2011 Menschenbilder                                   | Herwig Bayerl | Body Lines                                                                                     | Jänner 2011                | Bleistift, Tusche auf Fabriano Papier |
| 2011 Menschenbilder                                   | Katharina Gierlach | Menschenbilder                                                                                 | Februar 2011               | Öl auf Leinwand |
| 2011 Menschenbilder                                   | Ernst Spiessberger | Drei Totenschädel in Hallein gefunden – ein Verbrechen?                                        | März 2011                  | Kugelschreiber auf Papier |
| 2011 Menschenbilder                                   | Heinrich Eder | Beziehungsweise                                                                                | April 2011                 | Holzskulpturen, Lindenholz |
| 2011 Menschenbilder                                   | Brigitte Längle-Pollhammer | sprachlos                                                                                      | Mai 2011                   | Acryl Mischtechnik |
| 2011 Menschenbilder                                   | Elfie Kapeller | Do we really have a theory of mind?                                                            | Juni 2011                  | Installation.Collage, Übermalung, Papierschnitt, Fotografie. Kunstdrucke (Plakat, Postkarte, Bilderrahmen), Polaroidfotos, gerahmter Spiegel, Abfallkarton, Dispersionsfarbe vermischt mit Eierschalen auf Leinwand |
| 2011 Menschenbilder                                   | Herbert Bauer | Menschenbilder                                                                                 | Juli 2011                  | Tempera auf Papier |
| 2011 Menschenbilder                                   | Zubin Zainal | Unsere Verbindung                                                                              | August 2011                | Graphitstift, Kohle, Radierer |
| 2011 Menschenbilder                                   | Max Domenig | Meine Frau                                                                                     | September 2011             | Lindenholzskulptur, Polimentvergoldung |
| 2011 Menschenbilder                                   | Helmuth Hickmann | Erkennen: Selbstportrait und Hand                                                              | Oktober 2011               | Kaltnadelradierungen |
| 2011 Menschenbilder                                   | Stefan Kreiger | Prinz Charles, Peter Falk a. Columbo und Frank Sinatra                                         | November 2011              | Acryl auf Leinwand |
| 2011 Menschenbilder                                   | Hermann Fuchs | Voyeur                                                                                         | Dezember 2011              | Picture Carving |
| 2012 Einblick 20 Jahre 1blick                         | Daniel M. Toporis | Der Träumer                                                                                    | Jänner 2012                | Skulptur aus Stein, analoge Fotografie |
| 2012 Einblick 20 Jahre 1blick                         | Herwig Maria Stark | Moments no. 50                                                                                 | Februar 2012               | Kohle auf Papier |
| 2012 Einblick 20 Jahre 1blick                         | Arnold Reinthaler | Mein erstes Jahr                                                                               | März 2012                  | Plus / Minus – Gravuren in griechischem Marmor |
| 2012 Einblick 20 Jahre 1blick                         | Beate Terfloth | Blätter                                                                                        | April 2012                 | Aquarell |
| 2012 Einblick 20 Jahre 1blick                         | Anatole Ak | half a piece                                                                                   | Mai 2012                   | MT / Bütten |
| 2012 Einblick 20 Jahre 1blick                         | Helmuth Hickmann | Opfertiere unserer Mobilität: Taube, Feuersalamander, Ringelnatter und Eichhörnchen            | Juni 2012                  | SW Fotografien |
| 2012 Einblick 20 Jahre 1blick                         | Franz Kapfer | Louvre                                                                                         | Juli 2012                  | Tusche auf Papier |
| 2012 Einblick 20 Jahre 1blick                         | Uli Loskot | Naked Baltimore, Einblick                                                                      | August 2012                | Großformattechnik mit positiv–negativ schwarz/weiß Polaroids |
| 2012 Einblick 20 Jahre 1blick                         | Daniel Domig | I AM WRONG                                                                                     | September 2012             | Video |
| 2012 Einblick 20 Jahre 1blick                         | Johannes Domenig | 1 8 0 6 1 1                                                                                    | Oktober 2012               | Kunstharzlack auf Polyurethan auf Styrodor |
| 2012 Einblick 20 Jahre 1blick                         | Eva Mösenederg | Eindrucke                                                                                      | November 2012              | Aquatinta / Reservage |
| 2012 Einblick 20 Jahre 1blick                         | Josef Zenzmaier | Entwurf für den Bruderschaftsbrunnen                                                           | Dezember 2012              | Bronzeguss |
| 2013 Zeit Zeichen Zeugen                              | Alexandra Riffler | BRUCH:STÜCKe                                                                                   | Jänner 2013                | Lyrik als Objekt |
| 2013 Zeit Zeichen Zeugen                              | Gerald Klein | Große Liegende                                                                                 | Februar 2013               | Installation. Foto einer Steinskulptur aus Untersberger Marmor, Holzkiste mit Handwerkzeug für Steinbearbeitung |
| 2013 Zeit Zeichen Zeugen                              | Daniel Öttl | Einblick in den Ausblick (hofseitig)                                                           | März 2013                  | Zeichnung aus 32 Teilen |
| 2013 Zeit Zeichen Zeugen                              | Petra Moiser | Hiroshima                                                                                      | April 2013                 | Bleistiftzeichnung |
| 2013 Zeit Zeichen Zeugen                              | Monika Hartl | Zeit Zeichen Zeugen – Art History                                                              | Mai 2013                   | Öl, Acryl auf Wildseide, Grundierung mit Alabaster, Objekte auf Sockel aus Ziegel |
| 2013 Zeit Zeichen Zeugen                              | Wolfram Kastner | teilen statt kriegen                                                                           | Juni 2013                  | Dokumentation, Malerei, Installation; Aktion, Demonstration |
| 2013 Zeit Zeichen Zeugen                              | Maria Mathieu | Ich als Amazone in den Kleidern der Jeanne d´Arc N°31                                          | Juli 2013                  | Inkprint von zwei Linolschnitten |
| 2013 Zeit Zeichen Zeugen                              | Hannah Breitfuß / Artemis Pentaraki | 112 Tage                                                                                       | August 2013                | Zeichnung |
| 2013 Zeit Zeichen Zeugen                              | Tzina Morgenstern | Griechischer Olivenbaum                                                                        | September 2013             | Öl auf Leinwand |
| 2013 Zeit Zeichen Zeugen                              | Brigitte Längle | Zeichen am Weg                                                                                 | Oktober 2013               | Öl auf Leinwand |
| 2013 Zeit Zeichen Zeugen                              | Helmuth Hickmann | persönliches Zeichen und Arktis                                                                | November 2013              | Zeichnung, Graphitstift, Ölkreide |
| 2013 Zeit Zeichen Zeugen                              | Walter Schmögner | Was vom Tage übrig blieb                                                                       | Dezember 2013              | Mischtechnik auf Papier |
| 2014 IGNAZ ZANGI Feuerspieler                         | Elio Lährm | Feuerspieler                                                                                   | Jänner / Februar 2014      | Guss, Alabastergips, Holz, Glas, Textilien, bemalt |
| 2014 IGNAZ ZANGI Feuerspieler                         | Rudolf Brandauer | Spiegel der Gesellschaft. – Ich und andere Produkte.                                           | März / April 2014          | Fotografie |
| 2014 IGNAZ ZANGI Feuerspieler                         | Felix Pöchhacker | Untiteled                                                                                      | Mai / Juni 2014            | Gips, Baustahl, Schrumpfschlauch |
| 2014 IGNAZ ZANGI Feuerspieler                         | Volkmar Wieser | Wer war Ignaz Zangi?                                                                           | Juli / August 2014         | schwarze Tinte und Farbstift auf Papier |
| 2014 IGNAZ ZANGI Feuerspieler                         | Helmuth Hickmann | 6 Gesichtspalindrome                                                                           | September / Oktober 2014   | Digitale Fotos / Fotocollagen, auf Fotopapier |
| 2014 IGNAZ ZANGI Feuerspieler                         | Ruedi Arnold | Selbstportrait                                                                                 | November / Dezember 2014   | Zeichnung auf Papier |
| 2015 as you like it                                   | Axel Staudinger | Das Atelier                                                                                    | Jänner 2015                | Ölmalerei |
| 2015 as you like it                                   | Csaba Fürjesi | VERBINDUNG                                                                                     | Februar 2015               | Öl, Leinen |
| 2015 as you like it                                   | Stefan Kreiger | Rooster Plague                                                                                 | März 2015                  | Mischtechnik |
| 2015 as you like it                                   | Rupert Gredler | Salzheilige                                                                                    | April 2015                 | Öl auf Leinwand |
| 2015 as you like it                                   | Henrik Ahr | permanent orange                                                                               | Mai 2015                   | Materialbild. Schaumstoff |
| 2015 as you like it                                   | Anna Knoll | Leise und Laut                                                                                 | Juni 2015                  | Tusche, Holzbuntstift, Pastellkreide, Gouache. Pass Partout Karton |
| 2015 as you like it                                   | Martin Mlecko | ich denke                                                                                      | Juli 2015                  | gedruckter Text |
| 2015 as you like it                                   | Joerg Auzinger | Whistleblower (I & II)                                                                         | August 2015                | Photographie |
| 2015 as you like it                                   | Günter Puller | Rot sei all das Gold                                                                           | September 2015             | Foto von Rainer Iglar. Installation von Günter Puller |
| 2015 as you like it                                   | Helmuth Hickmann | Refugees                                                                                       | Oktober 2015               | Graphitstiftzeichnungen auf Papier |
| 2015 as you like it                                   | Tarek Lutz | as you like it                                                                                 | November 2015              | Tusche auf Papier |
| 2015 as you like it                                   | Daniel Domig | King and Clown                                                                                 | Dezember 2015              | Öl auf Leinwand |
| 2016 irrReal                                          | Thomas Hörl | Rauten New Year!                                                                               | Jänner 2016                | Tapete auf Passepartoutkarton, Papierrollen, Gips, Stroh, Zirbenholzfurnier, Rohspan, Stoff, Acryl, Zeichnung |
| 2016 irrReal                                          | Stefan Bachmann | Windstriche – geschüttelt, nicht gerührt.                                                      | Februar 2016               | Bleistift auf Papier |
| 2016 irrReal                                          | Günter Pollhammer | Sichtweise                                                                                     | März 2016                  | Acryl auf Leinwand |
| 2016 irrReal                                          | Martin Hickmann | Der Ring der persönlichen Freiheit                                                             | April 2016                 | Blei, verformt durch Fremdeinwirkung |
| 2016 irrReal                                          | Herbert Bauer | irrREAL                                                                                        | Mai 2016                   | Tempera auf Papier |
| 2016 irrReal                                          | Helmut Graupner | der Hagestolz                                                                                  | Juni 2016                  | behauenes Schwemmholz, anschließend nachverwittert |
| 2016 irrReal                                          | Markus Kircher | The fat Book                                                                                   | Juli 2016                  | 360 Malereien, Acryl, Ink, ... Paper |
| 2016 irrReal                                          | Tristan Huber | O. T.                                                                                          | August 2016                | Grafik, schwarzer Buntstift |
| 2016 irrReal                                          | Frank Furtschegger | verschiedene Blätter aus dem Skizzenbuch.                                                      | September 2016             | Tusche auf Overheadprojektorfolie |
| 2016 irrReal                                          | Helmuth Hickmann | Die Tasmanische Tigerin Benjamin                                                               | Oktober 2016               | Freihandzeichnung auf Grafiktablett. Umdruck |
| 2016 irrReal                                          | Hubert Schmalix | o.T.                                                                                           | November 2016              | Druckgrafik |
| 2016 irrReal                                          | Daniel Toporis | Ästhetische Prozesstheorie I"                                                                  | Dezember 2016              | TAFEL I: Kreide auf Holz TAFEL II: Kreide auf Holz SCHAUBILD: Graue Substanz auf Papier, Filzstift MODELL: Wachs, Kreide, Gips, Hanf, Sisal, Metall                                                                 |
| 2017 magicon – magic icon                             | Sarah Iris Mang | Deer ancestors portrait                                                                        | Jänner 2017                | Wandinstallation in den Raum gehend (Fäden). Material: Hirschkopf in Gips/Spitzenkleid/Licht/Fäden |
| 2017 magicon – magic icon                             | Michael Öllinger | Schneeflocken und Augen                                                                        | Februar 2017               | Chromstahl durch Projektile verformt, poliert |
| 2017 magicon – magic icon                             | Roland Hickmann | Von Apfel zu Apfel …                                                                           | März 2017                  | Obstskulptur |
| 2017 magicon – magic icon                             | Hans Peter Riegel | THE BUNNY                                                                                      | April 2017                 | 2 Archival Pigment Prints auf durchsichtiger PVC Folie, Kunstpelz, Geruchsstoffe |
| 2017 magicon – magic icon                             | Johanna Schwarz | Handlinge                                                                                      | Mai 2017                   | Trikotstoff, genäht |
| 2017 magicon – magic icon                             | Michael Gruber | H.I.M.                                                                                         | Juni 2017                  | Bleistift Zeichnung |
| 2017 magicon – magic icon                             | Fons Matthias Hickmann | Der Tod und das Mädchen                                                                        | Juli 2017                  | 3D Druck. Kunststoff |
| 2017 magicon – magic icon                             | Karin Schoeber | Himmel und Erde – ein kleiner Dialog                                                           | August 2017                | Wachsmalerei |
| 2017 magicon – magic icon                             | Christa Kempf | Wort-Körper                                                                                    | September 2017             | Analoge Farbfotografie mit Lochkamera, Lambdaprint auf Alu-Dibond, Paraffin/Wachsguss, Plexiglas |
| 2017 magicon – magic icon                             | Erwin Wurm | Performative Skulptur und one minute sculpture in Venedig                                      | Oktober 2017               | Video. Farbfoto |
| 2017 magicon – magic icon                             | Helmuth Hickmann | Pentagramme auf Stein und Drudenfuß 1527                                                       | November 2017              | Video. Frottage, Graphitstift auf Papier |
| 2017 magicon – magic icon                             | Caroline Göllner und Martin Konzett | UTOPIA                                                                                         | Dezember 2017              | Foto / Readymade. C-Print auf Alu-Dibond |
| 2018 leise Reise                                      | Stefan Kreiger | Obstancle course                                                                               | Jänner 2018                | Collage |
| 2018 leise Reise                                      | Anna Stangl | Obstancle course                                                                               | Februar 2018               | Zeichnung. Kohle, Pastell, Gouache, Wachs, Farbstift, Ölpastell, Karton |
| 2018 leise Reise                                      | Roman Pfeffer | Rotor                                                                                          | März 2018                  | Video |
| 2018 leise Reise                                      | Marlies Weber | in constant touch                                                                              | April 2018                 | Mischtechnik auf Papier |
| 2018 leise Reise                                      | Alexander Strohte | La Profondeur                                                                                  | Mai 2018                   | Öl auf Leinwand |
| 2018 leise Reise                                      | Katrin Huber | Ausblicke Einblicke 1–5                                                                        | Juni 2018                  | Acryl auf Baumwolle |
| 2018 leise Reise                                      | Roberto Cardone | Contrasti                                                                                      | Juli 2018                  | Öl auf Leinwand |
| 2018 leise Reise                                      | Marie Luise Lebschik | ohne Titel                                                                                     | August 2018                | Öl auf Leinwand |
| 2018 leise Reise                                      | Thomas Kröswang | aufbruch–take off.001, aufbruch-take off.002 und 1.aufbruch.keramik.024                        | September 2018             | Bilderserie, Mischtechnik. Tusche auf Karton. Keramikobjekte |
| 2018 leise Reise                                      | Saskia Nagy | o.T. (The waterfall goddess) und o.T. (Die Entdecker)                                          | Oktober 2018               | Mischtechnik auf Papier |
| 2018 leise Reise                                      | Helmuth Hickmann | Hochsitz für freie Gedanken                                                                    | November 2018              | Konstruktives Objekt. Kornelkirschholz, Rotbuchenrundstäbe, Naturfarben, Stahldraht, Untersberger Marmor |
| 2018 leise Reise                                      | Milan Mijalkovic | Milan Mijalkovic von Makedonien. Neuerscheinungen                                              | Dezember 2018              | Rauminstallation. 3 Bücher |
| 2019 welt–formen. formen–welt                         | Wolfgang Eibl | flowersinlove                                                                                  | Jänner 2019                | Acryl und Lack auf Leinen |
| 2019 welt–formen. formen–welt                         | Markus Waltenberger | Being brain – you                                                                              | Februar 2019               | Ölfarbe auf Papier, auf Leinwand |
| 2019 welt–formen. formen–welt                         | Barbara Schiestl-Seebacher | zweieinhalbdimensional                                                                         | März 2019                  | Zeichnung. Kohle, Pastellkreide |
| 2019 welt–formen. formen–welt                         | Christian Ruckerbauer | Form ist Leere, Leere ist Form (Wellen)                                                        | April 2019                 | Acryl auf Leinwand |
| 2019 welt–formen. formen–welt                         | Horst Stein | X                                                                                              | Mai 2019                   | Fotoinstallation |
| 2019 welt–formen. formen–welt                         | Edith Richter | The Invisibility of Being                                                                      | Juni 2019                  | Pastellkreide auf Holz, Papiermaché |
| 2019 welt–formen. formen–welt                         | Herbert Bauer | welt-formen. formen-welt                                                                       | Juli 2019                  | Collagen |
| 2019 welt–formen. formen–welt                         | Anna Schreger | weichteileverdichten 2                                                                         | August 2019                | Serie von 5 Laserdrucken auf Plakatpapier |
| 2019 welt–formen. formen–welt                         | Johanna Gebetsroither | Schlafende                                                                                     | September 2019             | Ölbild auf Holz |
| 2019 welt–formen. formen–welt                         | Roland Maurmair | rettet den Wald                                                                                | Oktober 2019               | Installation. Eiche, Erde, Glas, Infusionsständer |
| 2019 welt–formen. formen–welt                         | Helmuth Hickmann | Iustismus                                                                                      | November 2019              | Computergrafik. Digitaldruck |
| 2019 welt–formen. formen–welt                         | Albert Güntner | Ist alles verloren?                                                                            | Dezember 2019              | Acryl auf Leinwand |
| 2020 Boden unter den Füßen                            | Igor Coko | Trapped                                                                                        | Jänner 2020                | Fotografie. Digitaldruck |
| 2020 Boden unter den Füßen                            | Ingrid Schreyer | Blattwerk                                                                                      | Februar 2020               | Tusche auf Aquarellpapier, geschabt |
| 2020 Boden unter den Füßen                            | Markus Kircher | FANTASMA                                                                                       | März / April 2020          | Mixed Media |
| 2020 Boden unter den Füßen                            | Helmuth Hickmann | Privat. Betreten verboten                                                                      | April 2020                 | Computerzeichnung, Digitaldruck |
| 2020 Boden unter den Füßen                            | Helga Gasser | o.T.                                                                                           | Mai 2020                   | Öl auf Baumwolle |
| 2020 Boden unter den Füßen                            | Christiane Pott | Neon-Emotion Nr. 8                                                                             | Juni 2020                  | Acryl auf Leinwand |
| 2020 Boden unter den Füßen                            | Reinhard Jordan | Totentanz im Mittelmeer                                                                        | Juli 2020                  | Bleistift auf Papier, Holz, Nylon |
| 2020 Boden unter den Füßen                            | Erich Gruber | Schützenfest 1                                                                                 | August 2020                | Bleistift, Tusche auf Papier |
| 2020 Boden unter den Füßen                            | Sonja Orasche | Aufstieg                                                                                       | September 2020             | Aquarell auf Fabriano |
| 2020 Boden unter den Füßen                            | Karl Überriegler | Human Impacts                                                                                  | Oktober 2020               | Digitaldruck auf Kunststoffplatte |
| 2020 Boden unter den Füßen                            | Eva Pliem | Krise – Teil zwei des Triptychons „Boden unter den Füßen“                                      | November 2020              | Lackstift auf Glas, Installation mit gebrochenem Terrazzo |
| 2020 Boden unter den Füßen                            | Katharina Acht | Deckelbilder                                                                                   | Dezember 2020              | Fotografie, Pigmentdruck |
| 2021 Bildhauerschule 150                              | Thomas Hörl | The (seven year itch) Beak-Lady                                                                | Jänner 2021                | Inkjet-Fotodruck, Finnpappe, Holz, Stoff |
| 2021 Bildhauerschule 150                              | Martin Hickmann | 479ragdoll                                                                                     | Februar 2021               | Bitumenlack auf Fell |
| 2021 Bildhauerschule 150                              | Ines Rettensteiner | gehauen und gestützt                                                                           | März 2021                  | Mixed-Media (Acryl\|Gouache\|Buntstifte) auf Papier |
| 2021 Bildhauerschule 150                              | Johanna Schwarz | KÖRPER KONTAKT                                                                                 | April 2021                 | Farbfotografie |
| 2021 Bildhauerschule 150                              | Henrik Ahr | 35.ter Jahrestag der Atomkatastrophe von Tschernobyl am 26.04.1986                             | April Mai 2021             | Vier Stahlplatten |
| 2021 Bildhauerschule 150                              | Herbert Golser | Stein+Seele                                                                                    | Mai 2021                   | Laaser Marmor, Stahl |
| 2021 Bildhauerschule 150                              | Reinhard Simbürger | Ohnmacht 20.21 …                                                                               | Juni 2021                  | Skulptur aus Zirbenholz, Birkenstämme |
| 2021 Bildhauerschule 150                              | Hannah Breitfuß | a weekend trip                                                                                 | Juli 2021                  | Gips/Styrodur |
| 2021 Bildhauerschule 150                              | Josef Zenzmaier | Europa                                                                                         | August 2021                | Bronzeplastik |
| 2021 Bildhauerschule 150                              | Christa Kempf | Höre – der Ozean                                                                               | September 2021             | Parrafin/Wachsguss, Stoff, Kissen |
| 2021 Bildhauerschule 150                              | Anna Katharina Lageder | Bunte Ritter                                                                                   | Oktober 2021               | Zeichnung auf Papier |
| 2021 Bildhauerschule 150                              | Helmuth Hickmann | Geldmenschen ab ins All                                                                        | November 2021              | Installation. Glasbehälter, geschreddertes Schilling Papiergeld, Lindenholz, übermalte Druckgrafik |
| 2021 Bildhauerschule 150                              | Sofie Strasser | Juni                                                                                           | Dezember 2021              | Linoldruck, Öl auf Awagami Kozo Papier |
| 2022 Farbgedicht                                      | Jutta Brunsteiner | ich stehle das Grün...                                                                         | Jänner 2022                | Öl auf Leinwand |
| 2022 Farbgedicht                                      | Tobias Baumgartner | ich stehle das Grün...                                                                         | Februar 2022               | Acryl auf Leinwand |
| 2022 Farbgedicht                                      | Laura Nowy | fahl                                                                                           | März 2022                  | Fotografie |
| 2022 Farbgedicht                                      | Christa Linossi | Treibgut im Netzwerk                                                                           | April 2022                 | experimentelle Fotografie |
| 2022 Farbgedicht                                      | Dieter Kleinpeter | Verwerfungen/Störsignale/Nicht zwangsläufig                                                    | Mai 2022                   | Öl auf Leinwand |
| 2022 Farbgedicht                                      | Roland Hickmann | Farbgedicht                                                                                    | Juni 2022                  | Acryl auf Holz, FFP2 Masken |
| 2022 Farbgedicht                                      | Martin Dickinger | O. T.                                                                                          | Juli 2022                  | Papiermaché |
| 2022 Farbgedicht                                      | Roland Maurmair | Egon schielt                                                                                   | August 2022                | Zeichnung, Discolicht |
| 2022 Farbgedicht                                      | Alexander Nowak | SKIN                                                                                           | September 2022             | SFX Latex, Acryl. Fotoprint, LiWiener FineArtPaper |
| 2022 Farbgedicht                                      | Franz Viehauser | WOANDERS                                                                                       | Oktober 2022               | Collage. Holz, Gips, Acryl, Fotos |
| 2022 Farbgedicht                                      | Helmuth Hickmann | Geoitis Gaukler                                                                                | November 2022              | Freihandzeichnung auf Zeichenpad, Digitaldruck |
| 2022 Farbgedicht                                      | Ina Loitzl | hairytales                                                                                     | Dezember 2022              | zwei Textilobjekte |
| 2023 asphaltWIESE                                     | Larissa Tomassetti | GO formcontinuum 1 + 3                                                                         | Jänner 2023                | Öl und Tusche auf Leinwand |
| 2023 asphaltWIESE                                     | Arnold Reinthaler | Any and all                                                                                    | Februar 2023               | handgemachte Prägung auf Büttenpapier |
| 2023 asphaltWIESE                                     | Christina Breitfuß | Asphalt: Wiese                                                                                 | März 2023                  | 6-teilige Fotoarbeit auf Alu-Dibond, Poster |
| 2023 asphaltWIESE                                     | Martin Hickmann | no solutions ever given                                                                        | April 2023                 | Bitumenlack auf Holz und Textil |
| 2023 asphaltWIESE                                     | Beate Terfloth | TeteketeDineGine                                                                               | Mai 2023                   | Schlacke, Tempera, Holz |
| 2023 asphaltWIESE                                     | Rupert Gredler | Betonwiese liegen                                                                              | Juni 2023                  | Ölmalerei, Plastikwiese, Beton |
| 2023 asphaltWIESE                                     | Peter Brauneis | Strassen/Wiesen – Dialog                                                                       | Juli 2023                  | Acryl/Sperrholz/GFK |
| 2023 asphaltWIESE                                     | Wolfgang Richter | Asfaltatura                                                                                    | August 2023                | Abbruchmaterial vom Straßenbau aus der Salzach. Salzachsand |
| 2023 asphaltWIESE                                     | Mischa Reska | Internationale Solidarität                                                                     | September 2023             | Malerei |
| 2023 asphaltWIESE                                     | Fabian Pichlmayr | Manneken Pis oder wie man sich mit der Natur vereint                                           | Oktober 2023               | Öl auf Leinwand |
| 2023 asphaltWIESE                                     | Helmuth Hickmann | Verschlottertes Grünland                                                                       | November 2023              | Fotomontage, Jalousie |
| 2023 asphaltWIESE                                     | Jürgen Norbert Fux | Theoderich der Große I                                                                         | Dezember 2023              | Digitaldruck auf Glas, Edelstahl |
| 2024 drei                                             | Stefan Kreiger | Muppet                                                                                         | Jänner 2024                | Öl und Acryl auf Leinwand, 50 × 40 cm |
| 2024 drei                                             | Monika Hartl | TRE SU CINQUE?                                                                                 | Februar 2024               | Installation aus 3 Plastiken in Keramik, 2024 Größe: 9 × 9 × 10 cm bis 15 × 12 × 12 cm |
| 2024 drei                                             | Csaba Fürjesi | presence                                                                                       | März 2024                  | Hochdruck auf Holzfurnier |
| 2024 drei                                             | Johannes Petrus Lehner | Aaron Swartz, Whistleblower. Gebirge. Nelson Mandela                                           | April 2024                 | Acrylmalerei |
| 2024 drei                                             | Karl Hartwig Kaltner | ohne Titel                                                                                     | Mai 2024                   | Öl und Objekte auf Leinwand. 180 × 80 cm. 2024 |
| 2024 drei                                             | Ulli Gollesch | Femininity_Gaia #20, Femininity_Gaia #12                                                       | Juni 2024                  | Hochdruck, 70 × 100 cm, Unikat, 2024 und Hochdruck, 50 × 70 cm, Unikat, 2019 |
| 2024 drei                                             | Martin Gredler | Willkommen zuhause – welcome home                                                              | Juli 2024                  | Lithografie vom Stein auf Papier und Objekt |
| 2024 drei                                             | Manuel Gruber | Spiritual awakening – Spirituelles Erwachen                                                    | August 2024                | Gipsplastik als Form für Bronzeguss |
| 2024 drei                                             | Peter Hartl | ... gerade aktualisiert!                                                                       | September 2024             | Gummi / Holz / Farbe. 55 × 65 × 12,5 cm H/B/T |
| 2024 drei                                             | Petra Moiser | ... aber gebaut                                                                                | Oktober 2024               | 3 Bleistiftzeichnungen auf Papier |
| 2024 drei                                             | Helmuth Hickmann | Trivultus                                                                                      | November 2024              | Keramikobjekt |
| 2024 drei                                             | Johanna Schwarz | 3 Züge, 3 Farben, 3 Schichten                                                                  | Dezember 2024              | Quilt (3 Schichten aus 2 × Baumwollstoff und 1 × Molton, genäht) |
| 2025 Feuer und Flamme                                 | Barbara Seebacher-Schiestl | Gegenspiel                                                                                     | Jänner 2025                | Technik: Zeichnung. Kohle, Pastell auf Tiefdruckpapier. 87 cm × 107 cm |
| 2025 Feuer und Flamme                                 | Beate Ronacher | Asche                                                                                          | Februar 2025               | Technik: Fotografien auf Papier |
| 2025 Feuer und Flamme                                 | Tobias Gruber | Licht                                                                                          | März 2025                  | Technik: Skulpturen, handgemacht in Lindenholz & Lichtinstallation |
| 2025 Feuer und Flamme                                 | Tina Graf | Amanda                                                                                         | April 2025                 | Technik: Linolschnitt |
| 2025 Feuer und Flamme                                 | Maria Hegeholz | simply milky                                                                                   | Mai 2025                   | Technik: Aquarell auf Leinwand, Spiegel, Kunstmoos, Bergkristall, Kunstblumen, Modelliermasse, 3D-Druck, Sprühfarbe, Tinte, Arcylfarb, Schallplatte, Kristalle, Kunstaugen und echter Schädel.                      |
| 2025 Feuer und Flamme                                 | Marlies Bieber | Mönche in Myanmar                                                                              | Juni 2025                  | Technik: Eitemperamalerei und Pastellkreide auf Sperrholz |
| 2025 Feuer und Flamme                                 | Alexander Strohte | Das heilige Korallenriff von Kaua`i                                                            | Juli 2025                  | Technik: Fotografien auf Papier |